# Mahmutek
Mahmutek o Mäxmüd khan /mæx`myt/ (en rus Махмутек (Makhmutek), també Mahmudek khan) (?-1467) fou governant (kan) del Kanat de Kazan el (1445-1462 o 1467), fill primogènit d'Oluğ Möxämmäd, que va assassinar a finals del 1446 a Kurmuix i a qui va succeir. Es diu que Mahmudek era partidari de Shemiaka (Dimitri Shemyaka) mentre el seu pare ho era de Basili II el Cec de Moscou.
Participà en les campanyes del seu pare contra Moscòvia. El 1445, va derrotar els russos a la batalla de Suzdal i va capturar el Gran Duc Vassili II de Moscou (Basili II), forçant Rússia a pagar el yasaq. Després de la mort d'Ulugh Muhammad (Olug Moxammat), va ocupar el tron de Kazan. Al pujar al tron, el poder a la ciutat de Kazan havia estat usurpat pel príncep búlgar Ali Beg. Mahmudek el va atacar, derrotar i matar recuperant la capital del kanat (1447). El 1448 Ivan, el fill gran de Basili el Cec, va marxar amb un exèrcit contra els tàtars de Murom de Waldimir. Després van estar considerablement tranquils i quan el gran príncep preparava una expedició, uns enviats del kan van ajustar la pau.
El 1448 va atacar Moscou per tal de mantenir les condicions avantatjoses del tractat posterior a la batalla de Suzdal. En aquest període, es creà el Kanat de Qasim com a estat-tap entre Moscòvia i el Kanat de Kazan, governat per parents de Maxmud o Mahmutek.
No se sap la data de la seva mort però fou vers el 1462 i abans de 1466. Va deixar dos fills, Khalil ibn Mahmud i Ibrahim ibn Mahmud que foren kans successivament.